# Bruce Field
Bruce William Field (ur. 20 lutego 1954 w Melbourne) – australijski lekkoatleta, wicemistrz igrzysk Brytyjskiej Wspólnoty Narodów, olimpijczyk.

## Kariera sportowa
Był wszechstronnym lekkoatletą. Z powodzeniem startował w biegu na 400 metrów przez płotki, biegu na 400 metrów i skoku w dal.
Wystąpił na igrzyskach olimpijskich w 1972 w Monachium, na których odpadł w eliminacjach biegu na 400 metrów przez płotki i skoku w dal.
Zdobył srebrny medal w biegu na 400 metrów przez płotki na igrzyskach Brytyjskiej Wspólnoty Narodów w 1974 w Christchurch, przegrywając jedynie z Alanem Pascoe z Anglii, a wyprzedzając Billa Koskei z Kenii. Ustanowił wówczas rekord Australii czasem 49,32 s, który przetrwał do 1995 (poprawił go dopiero Rohan Robinson). Na tych samych igrzyskach Field zajął 4. miejsce w sztafecie 4 × 400 metrów, 5. miejsce w biegu na 400 metrów i 5. miejsce w skoku w dal.
Field był mistrzem Australii w biegu na 400 metrów przez płotki w 1973/1974, wicemistrzem na tym dystansie w 1971/1972 i 1974/1975, a także wicemistrzem w skoku w dal w 1969/1970 i 1971/1972 oraz brązowym medalistą w tej konkurencji w 1970/1971.

## Rekordy życiowe
Rekordy życiowe Fielda:
- bieg na 400 metrów – 46,11 s (26 stycznia 1974, Christchurch)
- bieg na 400 metrów przez płotki – 49,32 s (29 stycznia 1974, Christchurch)
- skok w dal – 7,84 m (30 stycznia 1972, Melbourne)